# Ilex godajam
Ilex godajam là một loài thực vật có hoa trong họ Aquifoliaceae. Loài này được Colebr. ex Hook.f. mô tả khoa học đầu tiên năm 1875.